# ブディ・ルフール大学
ブディ・ルフール大学（ブディ・ルフールだいがく、英語: Budi Luhur University、公用語表記: Universitas Budi Luhur）は、ジャカルタに本部を置くインドネシアの私立大学。1979年創立、1979年大学設置。大学の略称はUBL。
技術系の大学である。

## 歴史
1979年に設立されたコンピューターサイエンス大学 (Akademi Ilmu Komputer) をルーツとする。
2002年6月7日に情報・コンピューター管理大学 (Sekolah Tinggi Manajemen Informatika dan Komputer) 、経済大学、工業大学、社会・政治学大学の合併によって誕生した。

## 組織

### 学部
- 情報技術学部
  - 情報工学
  - 情報システム
  - コンピュータシステム

- コミュニケーション学部
  - コミュニケーション研究
  - ビジュアルコミュニケーションデザイン

- 経済・経営学部
  - マーケティング
  - 会計

- 工学部
  - 建築
  - 電気工学

- 社会・政治学部
  - 国際関係
  - 犯罪学

### 修士課程
- 情報技術学部
- コミュニケーション学部
  - コミュニケーション科学の修士

- 経済と経営学部
  - マーケティングの修士
  - 会計の修士

### 3年生の課程
- 情報技術学部
  - 情報学管理
  - 会計の電子化

- 秘書学校

## 対外関係
- 日本
  - 神田外語学院
  - 明治大学